# Maud (Teksas)
Maud – miasto w Stanach Zjednoczonych, w stanie Teksas, w hrabstwie Bowie.